# AP1000
AP1000 — американский двухконтурный водо-водяной ядерный реактор (PWR) с электрической мощностью энергоблока порядка 1,1 ГВт, разработанный компанией «Вестингауз Электрик» (Westinghouse Electric Company). 
AP1000 стал первым реактором  для энергоблоков АЭС поколения III+, получившим сертификат Комиссии США по ядерному регулированию (Nuclear Regulatory Commission, NRC).
Ожидалось, что благодаря реактору AP1000 — «Вестингауз» станет монополистом на рынке энергетических реакторов поколения III+. 
На 2023 год построено 5 энергоблоков с этими реакторами, на трёх АЭС (в США и Китае).

## Конструкция
AP1000 — двухконтурный реактор с водой под давлением (два вертикальных парогенератора), с общей электрической мощностью 1117 МВт. Представляет собой эволюционное развитие проекта реактора AP600 (600 МВт), представляя собой более мощную модель с примерно такими же размерами. 
По сравнению с AP600 тепловая мощность увеличилась с 1933 до 3400 МВт, количество топливных сборок с 145 до 157, длина сборки — с 12 до 14 футов[сколько?]. Увеличены высота защитной оболочки, площадь теплообмена в парогенераторе и мощность ГЦН (главный циркуляционный насос).
Авторы проекта заявляют, что реактор AP1000 является наиболее дешёвым среди других проектов реакторов 3-го поколения, поскольку в нём широко используются существующие технологии. 
В конструкции также уменьшено количество компонентов, в том числе труб, кабелей и электроприводной арматуры. Стандартизация и лицензирование типа также должно помочь сократить сроки и стоимость строительства. 
По сравнению с конструкцией реакторов PWR 2-го поколения от «Вестингауз», AP1000 имеет:
- на 50 % меньше клапанов, связанных с системами безопасности;
- на 35 % меньше насосов;
- на 80 % меньше трубопроводов, связанных с системами безопасности;
- на 85 % меньше управляющих кабелей;
- на 45 % меньший строительный объём.

Также они заявляют, что AP1000 занимает меньшую площадь, чем большинство существующих подобных реакторов, использует примерно в пять раз меньше бетона и арматуры, чем предыдущие проекты.
При проектировании реактора и АЭС использовалась вероятностная оценка рисков. По заявлению NRC, АЭС, использующие AP1000, имеют на порядок более высокую безопасность, чем АЭС, изученные в NUREG-1150. Максимальная частота повреждений активной зоны для АЭС с блоками AP1000 оценивается в 5,09 × 10−7 в год.
Отработанное топливо, полученное после кампании в AP1000, хранится как минимум 5-10 лет в пристанционном бассейне выдержки на территории АЭС.. Затем оно может быть перемещено в надземные сухие контейнеры для хранения так же, как это делают в настоящее время при эксплуатации других американских ядерных реакторов.
Реакторы продолжают производить тепло из радиоактивных продуктов распада даже после остановки цепной реакции, поэтому необходимо удалять это тепло, чтобы избежать расплавления активной зоны реактора. В системе пассивного охлаждения («Passive Core Cooling System») реактора AP1000 постоянный ток от блочных батарей используется для питания автоматики и оборудования, которые должны функционировать в течение первых 30 минут после аварийного останова. Эта система автоматически активируется, даже если операторы реактора не предпринимали никаких действий. Электрические системы, необходимые для инициирования пассивных систем, не зависят от внешних или дизельных электростанций и клапаны не требуют гидравлических или пневматических систем.
Конструкция предназначена для пассивного отвода тепла в течение 72 часов за счёт самотёка воды из бака установленного сверху корпуса реактора, после чего бак должен быть пополнен.
Срок службы: 60 лет.
В декабре 2005 — январе 2006 года Комиссия США по ядерному регулированию (NRC) впервые сертифицировала проект реактора AP1000 (дополненная версия проекта — в конце 2011 года). Получение сертификата означает, что подрядчики для будущих американских АЭС могут получить лицензию «Комбинированная лицензия на строительство и эксплуатацию» (Combined Construction and Operating License), чтобы начать строительство.

### Безопасность
Реактор широко использует системы пассивной безопасности.
Критике безопасности реактора подвергался  больше всего контайнмент, сделанный по новой технологии модульного строительства. Критика состояла в том, что если начнется коррозия стали контайнмента, то радиоактивные газы смогут покинуть корпус контайнмента и попасть в окружающую среду. Также прочность самого контаймента была недостаточной.

## Строящиеся и построенные реакторы
КНР
В 2008 Китай начал строительство 4 блоков по проекту AP1000-2005 — по два на АЭС Саньмэнь и АЭС Хайян. Субподрядчиком выступила корпорация SNPTC (State Nuclear Power Technology Corporation).
| Энергоблок | Физический пуск     | Начало коммерческой эксплуатации |
| ---------- | ------------------- | -------------------------------- |
| Саньмэнь-1 | 30 июня 2018 г.     | 21 сентября 2018 г.              |
| Саньмэнь-2 | 17 августа 2018 г.  | 5 ноября 2018 г.                 |
| Хайян-1    | 8 августа 2018 г.   | 22 октября 2018 г.               |
| Хайян-2    | 29 сентября 2018 г. | 9 января 2019 г.                 |

США
В декабре 2011 NRC одобрила строительство нескольких реакторов AP1000 в США:
- Блоки 3 и 4 на АЭС Вогтль (Vogtle), Огаста, штат Джорджия
- Блоки 2 и 3 на АЭС Ви-Си Саммер (V.C.Summer), округ Fairfield, Южная Каролина

Строительство этих энергоблоков началось в 2013 году.
| Название | Локация | Энергоблок | Мощность, МВт | Начало строительства | Пуск | Закрытие |
| -------- | ------- | ---------- | ------------- | -------------------- | ---- | -------- |
| Саньмэнь | Китай   | Саньмэнь-1 | 1251          | 2009                 | 2018 |          |
| Саньмэнь | Китай   | Саньмэнь-2 | 1251          | 2009                 | 2018 |          |
| Хайян    | Китай   | Хайян-1    | 1250          | 2009                 | 2018 |          |
| Хайян    | Китай   | Хайян-2    | 1250          | 2010                 | 2018 |          |
| Вогтль   | США     | Вогтль-3   | 1250          | 2013                 | 2023 |          |
| Вогтль   | США     | Вогтль-4   | 1250          | 2013                 | 2024 |          |

## Планы

### Китай
Китай использует проект AP1000 для двух своих АЭС, строительство которых началось в 2008 году. Ввод в эксплуатацию первых блоков планировался на 2013—2015 годы, но был перенесён на 2017:
- АЭС Саньмэнь (三门核电站)
- АЭС Хайян (海阳核电站)

По два блока на каждой АЭС строятся по раннему проекту AP1000-2005, без дополнительного усиления корпуса реактора для защиты от падения самолётов.
.
Всего на каждой АЭС запланировано по шесть блоков AP1000.
Также, имелись планы по постройке одного блока AP1000 на АЭС Сяньнин (咸宁核电站) к 2015 году.
В декабре 2009 было принято решение начать строительство первого блока CAP1400 (новый реактор на базе AP1000) вблизи исследовательского реактора HTR-10 (10 МВт, Университет Цинхуа). Начало строительства было запланировано на 2013, ввод в эксплуатацию — в 2017 году. Строительство было начато в 2014 году, по другим данным в 2018 году.

### США
Комиссия США по ядерному регулированию (Nuclear Regulatory Commission, NRC) одобрила строительство нескольких реакторов AP1000 в США:
- Блоки 3 и 4 на АЭС Вогтль (Vogtle), Огаста, штат Джорджия[15][16] АЭС относится к компании Georgia Power Company. Строительство энергоблоков продолжается, ввод в эксплуатацию планируется в 2023 году[22].
- Блоки 2 и 3 на АЭС Ви-Си Саммер (V.C.Summer), округ Fairfield, Южная Каролина[15]. АЭС принадлежит en:South Carolina Electric & Gas Company (SCE&G) (66,6 %) и South Carolina Public Service Authority. 31 июля 2017 года, после подсчёта затрат на строительство блоков, SCE&G подала прошение об отказе от строительства в департамент коммунального хозяйства округа Южная Каролина[23].

### Украина
31 августа 2021 года руководитель ГП «НАЭК „Энергоатом“» Пётр Котин и президент и главный исполнительный директор компании «Вестингауз Электрик» Патрик Фрагман подписали, в присутствии президента Украины В. Зеленского, Меморандум о сотрудничестве, который предусматривает размещение на украинских АЭС реакторов Westinghouse AP1000. Меморандум предусматривает участие компании «Вестингауз» в достройке четвёртого энергоблока Хмельницкой АЭС по технологии AP1000, и ещё четырёх энергоблоков других атомных электростанций Украины.

## Проблемы

### АЭС Саньмэнь
Сертификат Комиссии США по ядерному регулированию на реактор AP100 был получен в январе 2006 года. Строительство четырёх энергоблоков на АЭС Саньмэнь началось в 2008 году.
Наибольшие проблемы при проектировании и эксплуатации реакторов связаны с главными циркуляционными насосами (ГЦН), которые были разработаны компанией «Curtiss Wright» на основе ГЦН реакторов для ВМС США и не имели опыта применения в реакторах большой мощности. Для ГЦН АР1000 не было предусмотрено возможности демонтажа, поскольку предполагалось, что он может без ремонта и технического обслуживания функционировать в течение всего срока службы станции, составляющего 60 лет.
В 2009 году у ГЦН, предназначенных для АЭС Саньмэнь, во время испытаний разрушились подшипники и получили повреждения маховики. В 2011 году при аналогичных испытаниях произошёл перегрев насоса. В январе 2013 года обнаружено разрушение лопатки рабочего колеса, от которого отвалился кусок размером 7×6 см. В конце 2013 года отмечен чрезмерный износ уплотняющих элементов насоса.
После внесённых в конструкцию изменений в мае 2015 года прошли успешные испытания насосов, после чего проблемы ГЦН были объявлены решёнными. Однако в июне 2015 года, перед поставкой насосов заказчику, в лопатках турбины были обнаружены трещины шириной 10—12 мм. В результате было объявлено, что начало коммерческой эксплуатации реактора сдвигается на 2017 год.
22 декабря 2018 года, через месяц после начала коммерческой эксплуатации, вышел из строя один из четырёх ГЦН энергоблока две станции Саньмэнь, что привело к аварийному отключению реактора автоматикой. Точные причины неисправности не объявлены. В процессе устранения неисправности ГЦН был извлечён из теплообменника, несмотря на то, что по первоначальному проекту не подлежал демонтажу. Ремонт продолжался около года, и 14 ноября 2019 года в активную зону реактора было загружено топливо для повторного пуска. В результате годичного простоя компания CNNC, являющаяся оператором станции, понесла убытки в сумме 570 млн долл. Сообщается, что энергоблок 1 АЭС Саньмэнь работает без сбоев.

### АЭС «Вогтль»
В июне 2021 года эксперты, исследовавшие положение дел на строительстве 3-го энергоблока АЭС Вогтль, пришли к выводу, что запуск реактора произойдёт не ранее лета 2022 года (первоначально запуск энергоблока 3 планировался на 2016 год, а энергоблока 4 — на 2017 год) — сроки вместо предполагаемых 6 лет составили 14 лет. 
Стоимость проекта также возросла на 2 млрд долл. и составила 27 млрд долл. (в сумме, за два энергоблока), что почти вдвое превышает первоначальную смету. В 2022 году затраты на проект оцениваются уже в 34 млрд. долл., при цене за кВт в 15 500 долл. против запланированных 6400 долл.

## CAP1000 и CAP1400
На основе AP1000 китайские атомщики создали собственный реактор CAP1400 проектной электрической мощностью 1530 МВт и тепловой мощностью 4040 МВт. Реактор позиционируется производителем как лицензионно-чистый, пригодный для экспортных поставок.

### CAP1000
| Название | Локация | Энергоблок | Мощность, МВт | Начало строительства | Пуск | Закрытие |
| -------- | ------- | ---------- | ------------- | -------------------- | ---- | -------- |
| Ляньцзян | Китай   | Ляньцзян-1 | 1251          | 2023                 |      |          |
| Ляньцзян | Китай   | Ляньцзян-2 | 1251          | 2024                 |      |          |
| Саньмэнь | Китай   | Саньмэнь-3 | 1251          | 2022                 |      |          |
| Саньмэнь | Китай   | Саньмэнь-4 | 1251          | 2023                 |      |          |
| Сюйдапу  | Китай   | Сюйдапу-1  | 1250          | 2023                 |      |          |
| Сюйдапу  | Китай   | Сюйдапу-2  | 1250          | 2024                 |      |          |
| Хайян    | Китай   | Хайян-3    | 1253          | 2022                 |      |          |
| Хайян    | Китай   | Хайян-4    | 1253          | 2023                 |      |          |
| Луфэн    | Китай   | Луфэн-1    | 1200          | 2025                 |      |          |

### CAP1400
2 ноября 2018 года было получено разрешение на строительство двух первых блоков CAP1400 в провинции Шаньдун; строительство начато в конце июля 2019 на АЭС Шидаовань-2.
| Название    | Локация | Энергоблок    | Мощность, МВт | Начало строительства | Пуск | Закрытие |
| ----------- | ------- | ------------- | ------------- | -------------------- | ---- | -------- |
| Шидаовань-2 | Китай   | Шидаовань-2-1 | 1400          | 2019                 | 2024 |          |
| Шидаовань-2 | Китай   | Шидаовань-2-2 | 1400          | 2020                 |      |          |